# Carigrajska arhitektura
Carigrajska arhitektura opisuje veliko mešanico struktur, zgrajenih pod različnimi kulturnimi vplivi, ki so pustili neizbrisen pečat v vseh predelih mesta. Starodavni del mesta (zgodovinski polotok) je še vedno delno obdan s Konstantinopelskim obzidjem, ki ga je v 5. stoletju postavil cesar Teodozij II., da bi zaščitil mesto pred invazijami. Arhitektura v samem mestu vsebuje stavbe in strukture, ki izvirajo iz bizantinskih, genovskih, osmanskih in sodobnih turških virov. Mesto ima veliko arhitekturno pomembnih objektov. V svoji dolgi zgodovini si je Carigrad pridobil sloves kulturnega in etničnega talilnega lonca. Posledično v mestu stoji veliko zgodovinskih mošej, cerkva, sinagog, palač, gradov in stolpov, ki se jih lahko obišče.

## Starogrške in rimske strukture

### Kačji steber
Eden najstarejših še ohranjenih spomenikov iz antike je Kačji steber, spomenik, prvotno zgrajen v čast Apolonu za zmago nad Perzijci pri Platajah leta 479 pr. n. št. Steber je premaknil Konstantin I. Veliki, ko je Konstantinopel postal nova prestolnica, in od takrat stoji na hipodromu. Po legendi je član poljskega veleposlaništva, ki je bil na obisku leta 1700, močno poškodoval njegov vrh in odlomil kačji glavi, čeprav je bila v resnici vsaj ena od glav močno poškodovana dve stoletji prej, kot so poročali. Sprejeta različica pravi, da jo je Mehmed II. Osvajalec razbil, ko je zmagoslavno vstopil v mesto kot njegov osvajalec. Zgornja čeljust ene od kačjih glav je na ogled v Carigrajskem arheološkem muzeju.

### Konstantinov steber
Najpomembnejši spomeniki rimske arhitekture v mestu so Konstantinov steber (turško Çemberlitaş), ki ga je leta 330 postavil Konstantin Veliki za razglasitev nove prestolnice Rimskega cesarstva in je vseboval več fragmentov Pravega Križa in druge artefakte, ki na bi pripadali Jezusu Kristusu in Devici Mariji, akvadukt Mazulkemer, Valensov akvadukt, Gotski steber v parku Gülhane, Milion, ki je služil za izračun razdalj med Konstantinoplom in drugimi mesti Rimskega cesarstva, in konstantinopelski hipodrom, ki je bil zgrajen po vzoru Circus Maximus v Rimu.

## Bizantinske in genovske strukture

### Obzidje Konstantinopla in okolice
Gradnja Konstantinopelskega obzidja se je začela pod Konstantinom I. Velikim, ki je razširil prej obstoječe obzidje Bizanca, da bi zaščitil novo rimsko prestolnico, ki je hitro rasla po razglasitvi za Novi Rim. Novo obzidje je bilo zgrajeno zahodneje med vladavino Teodozija II., po potresu leta 447 pa obnovljeno v sedanji obliki. Morsko obzidje na območju Seraglija, ki neprekinjeno obstaja vse od Ligosa in Bizanca, je najstarejši del mestnega obzidja; medtem ko so dvojni kopenski zidovi Teodozija II. na zahodnem koncu mesta njegovi najmočnejši deli. Severozahodni del kopenskega obzidja je bil zgrajen leta 627 med Heraklijevo vladavino (610–641), da bi se uredilo predmestje Blaherne, dozidali pa so ga kasnejši cesarji.
Mestno obzidje je imelo 55 vrat, od katerih so bila največja Porta Aurea (dob. Zlata vrata), obredna vhodna vrata, ki so jih uporabljali cesarji, na jugozahodnem koncu trojnega kopenskega obzidja, blizu Marmarskega morja. Za razliko od mestnega obzidja, ki je bilo zgrajeno iz opeke in apnenca, so bila Zlata vrata zgrajena iz velikih čistih blokov belega marmorja, da bi se razlikovala od ostalih, na njihovem vrhu pa je stala kvadriga s kipi slonov. Vrata Porta Aurea so bila narejena iz zlata, od tod tudi ime, ki v latinščini pomeni 'zlata vrata'.
Leta 1458 je osmanski sultan Mehmed II. zgradil trdnjavo Yedikule za obrambo Zlatih vrat, ki je bila vključena v ta grad in še vedno stoji kot del peterokotne postavitve grajskega obzidja. Marcijanov steber (turško Kıztaşı), ki ga je postavil Marcijan (vladal 450–457), je iz istega obdobja kot trojni kopenski zidovi Teodozija II.
Najbolj ohranjena bizantinska stavba, ki se je ohranila iz časa Heraklijeve vladavine, je Anemasova ječa, ki je vključena v mestno obzidje v Blahernah. To je ogromna stavba, podobna gradu, z več stolpi in mrežo podzemnih bizantinskih zaporov.

### Hagija Sofija in Mala Hagija Sofija
Zgodnjebizantinska arhitektura je sledila klasičnemu rimskemu modelu kupol in lokov, vendar je te arhitekturne koncepte še izboljšala, kar dokazuje Hagija Sofija, ki sta jo zasnovala Izidor in Antemij kot tretjo cerkev, ki je zrasla na tem mestu, med letoma 532 in 537 po nemirih Nike (532), med katerimi je bila uničena druga cerkev (prvo cerkev, znana kot Megala Ekklessia (Veliko cerkev) je slovesno odprl Konstancij II. leta 360; drugo cerkev je slovesno odprl Teodozij II. leta 405, tretjo in sedanjo pa je slovesno odprl Justinijan leta 537).
Cerkev sv. Sergija in Bakha (Mala Hagija Sofija), ki je bila prva cerkev, ki jo je zgradil Justinijan v Konstantinoplu in je bila zgrajena med letoma 527 in 536, je že prej nakazala takšno izboljšavo v oblikovanju kupolastih stavb, ki zahtevajo kompleksne rešitve za prenašanje struktura.
Iz tega obdobja sta tudi današnja Hagija Irene (ki jo je prvotno zgradil Konstantin v 4. stoletju, kasneje pa jo je Justinijan v 6. stoletju povečal) in Cisterna bazilika.

### Samostan Studios
Večina bizantinskih cerkva, ki jih je zgradil ali razširil Justinijan v 6. stoletju, je bila prvotno zgrajena v 4. stoletju v času Konstantina. Najstarejša ohranjena bizantinska cerkev v Carigradu s svojo prvotno obliko je samostan Stoudios (İmrahor), ki je bil zgrajen leta 462. Samostan je znan tudi kot sv. Janeza Studiosa, ker je bil posvečen sv. Janezu Krstniku. Streha stavbe danes ne obstaja, vendar so njeni okoliški zidovi in čudoviti talni okraski še vedno nedotaknjeni. V tej stavbi je bilo sprejetih veliko pomembnih odločitev v zvezi s krščanstvom, vključno z vročimi razpravami o identiteti Device Marije (ali je bila Mati Božja ali ne in ali je bilo prav, da obsojamo Nestorija, ki je nasprotoval tej definiciji), kot tudi razprave in spopadi o ikonoklazmu.

### Hagija Irene
Po odločitvi Teodore II., Teofilove žene, da obnovi ikone leta 843, so številne cerkve in druge pomembne bizantinske stavbe v mestu okrasile nove ikone, nekatere pa, kot je Hagija Irene, še vedno nosijo znake ikonoklastičnega obdobja. Palača Bukoleon večinoma izvira iz obdobja vladavine Teofila.

### Palača Blaherne in Porfirogenetova palača
Porfirogenetova palača (turško: Tekfur Sarayı), ki je edini ohranjeni del palače Blaherne, je iz obdobja četrte križarske vojne. V teh letih so na severni strani Zlatega roga dominikanski duhovniki katoliške cerkve leta 1233 zgradili cerkev svetega Pavla.

### Cerkev Hora in cerkev Pammakaristos
Med najpomembnejšimi cerkvami, ki so bile zgrajene po tem, ko so Bizantinci leta 1261 zavzeli Konstantinopel, sta cerkev Hora in cerkev Pammakaristos. Končna struktura cerkve Hora, ki obstaja, odraža pet dodatkov, ki so bili dokončani v času mandata zadnjega ktetorja, Teodorja Metohita, od 1316 do 1321. Leta 1511 je bila cerkev uradno spremenjena v mošejo in poimenovana Kariye Camii. Leta 1945 so mošejo preuredili v muzej in se do danes imenuje Kariye Muzesi. Po dolgih stoletjih so ostale samo cerkev, južna kapela in še ena stavba na severu.
Cerkev Pammakaristos je bila zgrajena v zgodnjem 12. stoletju za Mihaela VII. Dukasa in njegovo ženo Marijo. To je bila takrat največja cerkev v mestu, ki je služila ženskemu samostanu. Pred osmansko osvojitvijo Konstantinopla so sarkofagi Alekseja I. Komnena in njegove hčerke Ane počivali v kapeli znotraj samostana. Leta 1453 so bile nune odstranjene, cerkev pa je smela ostati nedotaknjena, razen velikanskega križa, ki je obstajal na kupoli. Križ je po številnih pritožbah leta 1547 odstranil sultan Sulejman Veličastni. Leta 1586 jo je sultan Murat III. spremenil v mošejo in jo poimenoval Fethiye Camii.

### Palazzo del Comune
Tudi v tem obdobju je genovski podeštat iz Galate, Montano de Marinis, zgradil Palazzo del Comune (1314), kopijo palače San Giorgio v Genovi, ki še vedno stoji v ruševinah na stranskih ulicah Bankalar Caddesi v Galati, skupaj s sosednjimi stavbami in številnimi genovskimi hišami iz zgodnjega 14. stoletja.

### Leandrov stolp
Starodavni atenski general Alkibiad je po pomorski zmagi pri Kiziku verjetno zgradil posebno postajo za ladje, ki so prihajale iz Črnega morja, na majhni skali pred Chrysopolisom (današnji Üsküdar). Leta 1110 je bizantinski cesar Aleksej I. Komnen na tem mestu zgradil lesen stolp, zaščiten s kamnitim zidom. Struktura, znana kot Leandrov stolp po legendi o Hero in Leandru (ki se je zgodila v Dardanelah), je bila večkrat prezidana in obnovljena s strani Osmanskih Turkov, dokler ni bila leta 1763 postavljena iz kamna. Najnovejšo obnovo je leta 2021 začelo ministrstvo za kulturo in turizem Republike Turčije, leta 2023 pa je bila ponovno odprta s svetlobnimi predstavami.

### Galatski stolp
Genovežani so leta 1348 na najvišji točki citadele Galata zgradili tudi Galatski stolp, ki so ga poimenovali Christea Turris (Kristusov stolp).

## Osmanske strukture
Osmanski Turki so zgradili Anadolu Hisarı na azijski strani Bosporja leta 1394, Rumeli Hisarı pa na nasprotni (evropski) obali leta 1452, leto pred zavzetjem Konstantinopla. Glavni namen teh gradov, oboroženih s topovi Balyemez (Faule Metze), je bil blokirati morski promet po Bosporju in preprečiti podpornim ladjam iz genovskih kolonij črnomorskih pristanišč, kot so Caffa, Sinop in Amasra, da bi dosegli Konstantinopel in pomagali Bizantincem med turškim obleganjem mesta.
Po osmanski osvojitvi mesta je sultan Mehmed II. Osvajalec sprožil obsežen načrt obnove, ki je vključeval gradnjo veličastnih stavb, kot so sultanova mošeja Eyüp, Fatihova mošeja, palača Topkapi, Veliki bazar in trdnjava Yedikule (sedem stolpov), ki je varovala glavna vhodna vrata v mesto, Porta Aurea (Zlata vrata). V stoletjih po Mehmedu II. je bilo zgrajenih veliko novih pomembnih stavb, kot so mošeja Sulejmanija, mošeja sultana Ahmeda, mošeja Yeni in številne druge.
Tradicionalno so bile osmanske stavbe zgrajene iz okrašenega lesa. Iz kamna so bile zgrajene samo »državne stavbe«, kot so palače in mošeje. Od 18. in 19. stoletja je bil les postopoma nadomeščen s kamnom kot primarnim gradbenim materialom, medtem ko so bili tradicionalni osmanski arhitekturni slogi postopoma nadomeščeni z evropskimi slogi, kot sta baročna notranjost palače Aynalıkavak (1677–1679) in mošeje Nuruosmaniye (1748–1755, prva baročna mošeja v mestu, znana tudi po baročnem vodnjaku) in baročni dodatki iz 18. stoletja k delu harema palače Topkapı. Po reformah Tanzimat, ki so dejansko začele proces evropeizacije Osmanskega cesarstva leta 1839, so bile zgrajene nove palače in mošeje v neoklasicističnem, baročnem in rokokojskem slogu ali v mešanici vseh treh, kot so palača Dolmabahçe, palača Beylerbeyi in zasnovana mošeja Ortaköy (Mecidiye), ki so jo zgradili člani družine Balyan. Zgrajene so bile celo neogotske mošeje, kot sta mošeja Pertevniyal Valide Sultan in mošeja Yıldız Hamidiye. V različnih evropskih slogih so bile zgrajene tudi velike državne zgradbe, kot so šole ali vojašnice.
Od zgodnjega 19. stoletja so bila območja okoli avenije İstiklal napolnjena z veličastnimi stavbami veleposlaništev uglednih evropskih držav, na obeh straneh avenije pa so se začele pojavljati vrste stavb v evropskem (večinoma neoklasicističnem in pozneje secesijskem) slogu. Carigrad je v poznem 19. in zgodnjem 20. stoletju postal glavno središče gibanja Art nouveau, s slavnimi arhitekti tega sloga, kot je Raimondo D'Aronco, ki so zgradili številne palače in dvorce v samem mestu in na Prinčevih otokih. Njegova najpomembnejša dela v mestu je več stavb kompleksa palače Yıldız in hiša Botter na aveniji İstiklal. Slavne Camondove stopnice na Bankalar Caddesi (Ulica bank) v Karaköyu (Galata) so prav tako lep primer secesijske arhitekture. Drugi pomembni primeri so Hıdiv Kasrı (Khedive Palace) na azijski strani Bosporja, Flora Han v Sirkeciju in Frej Apartmanı v četrti Şişhane v Beyoğlu.
Tako je imel do sredine 19. stoletja južni del Zlatega roga (zgodovinski polotok Carigrada) tradicionalno turški videz in prebivalstvo, medtem ko se je severni del Zlatega roga vedno bolj evropeiziral tako v arhitekturnem smislu kot v demografskem smislu. Galatski most je postal povezava med vzhodnim in zahodnim (južnim in severnim) delom evropske strani Carigrada.
Bospor je v osmanskem obdobju veljal za poletno letovišče, tradicionalne lesene hiše in dvorci, imenovani yalı, pa so bili izbira bogate osmanske elite. Večina razvoja se je zgodila v obdobju tulipanov, obdobju, ki ga najbolje predstavlja Sadullah Paša Yalısı, zgrajen leta 1783. Najstarejši ohranjeni yalı je Husein Paše, ki stoji v Kandilliju na azijskih obalah Bosporja in je iz leta 1699. Lesene obmorske brunarice so ohranile svoje osnovna arhitekturna načela do sredine 19. stoletja, ko so jih predvsem v prvi ustavni dobi postopoma nadomestile manj vnetljive zidane hiše. Razvoj yalıjev je trajal do prve svetovne vojne.

## Sodobna arhitektura
Sodobna arhitektura je pogostejša v poslovnem okrožju Levent v Carigradu, ki je 10 km od zgodovinskega središča. Ena najbolj ikoničnih sodobnih stavb je Istanbul Sapphire, nebotičnik iz modrega stekla, ki vsebuje priljubljeno nakupovalno središče in razgledno ploščad na strehi.
Most metroja Zlati rog je most s poševnimi zategami in še en primer sodobne arhitekture v Istanbulu. Povezuje zgodovinsko središče Istanbula z nasprotno stranjo Zlatega roga.

### Potresna odpornost
Na potresno izpostavljenih območjih so lahko nevarne vse stavbe, zgrajene po standardih 20. stoletja, vendar je kmalu po potresu v Izmitu leta 1999, ki je ubil več kot 17 tisoč ljudi, v Turčiji začel veljati nov seizmični kodeks za zaščito pred potresi. Tudi po tem potresu je bil med vlado Bülenta Ecevita uveden tako imenovani potresni davek. Sprva je veljal za začasen davek, vendar je postal trajen. Leta 2007 je bil seizmični kodeks okrepljen. Vendar pa naj bi gradbinci pogosto ignorirali pravila zaradi korupcije. Po potresih v Vanu leta 2011 je premier Recep Tayyip Erdoğan dejal: »Občine, gradbeniki in nadzorniki bi morali zdaj uvideti, da je njihova malomarnost enaka umoru.« Leta 2018 je zakon o coniranju amnestiral nekatere stavbe brez dovoljenja in nekatere z nedovoljenimi tlemi.
Nadaljnja odpornost glede na kodeks iz leta 2007 je bila zahtevana v turškem seizmološkem kodeksu iz leta 2018, ki je začel veljati 1. januarja 2019. Izboljšave so vključevale nadzor projektiranja in opredelitev nevarnosti, specifičnih za lokacijo, in za nove stavbe v ranljivih regijah zahtevano armaturo v visokokakovostnem betonu. Nosilci in stebri v teh stavbah morajo biti na pravem mestu, da ustrezno absorbirajo tresenje. Tuji strokovnjaki pravijo, da je kodeks zelo moderen in podoben ameriškim kodeksom. Vendar se ti gradbeni predpisi 21. stoletja niso zelo dobro izvajali.
V poskusu, da bi okrepila podporo za turške predsedniške volitve leta 2018, je vlada ponudila amnestijo za kršitve gradbenega kodeksa, kar je omogočilo, da se neskladnost nadaljuje s plačilom pristojbine. To slabo uveljavljanje seizmičnih kodeksov je prispevalo k uničujočim potresom v Turčiji in Siriji leta 2023, v katerih je v Turčiji umrlo več kot 42.000 ljudi. Bilo je veliko primerov odpovedi podpornih stebrov, ki so povzročili zrušitev, kar je otežilo reševalna prizadevanja. Strokovnjaki so obžalovali, da je ta praksa mesta spremenila v pokopališča. Potresi v Turčiji in Siriji leta 2023 so porušili številne starejše stavbe in nekatere novejše: ministrstvo za okolje in urbanizacijo ocenjuje škodo.

## Galerija
- Stolp Finansbank in Istanbul Sapphire na aveniji Büyükdere
- Nebotičniki na aveniji Büyükdere
- Okrožje Levent v Carigradu
- Zorlu Center
- Kanyon Shopping Mall
- Türkiye İş Bankası Tower 1 (1995–2000) v Leventu
- Istanbul Sapphire v Leventu (2006–2011) je trenutno najvišja stavba v Carigradu ter 4. najvišja v Evropi.[22]
- Skyline
- Mošeja Sakirin, arhitektka mošeje naj bi bila prva ženska, ki je načrtovala mošejo. (2009)
- Küçük Çamlıca TV Radio Tower
- Azijska stran
- Le Méridien Etiler Hotel